# 培華中學

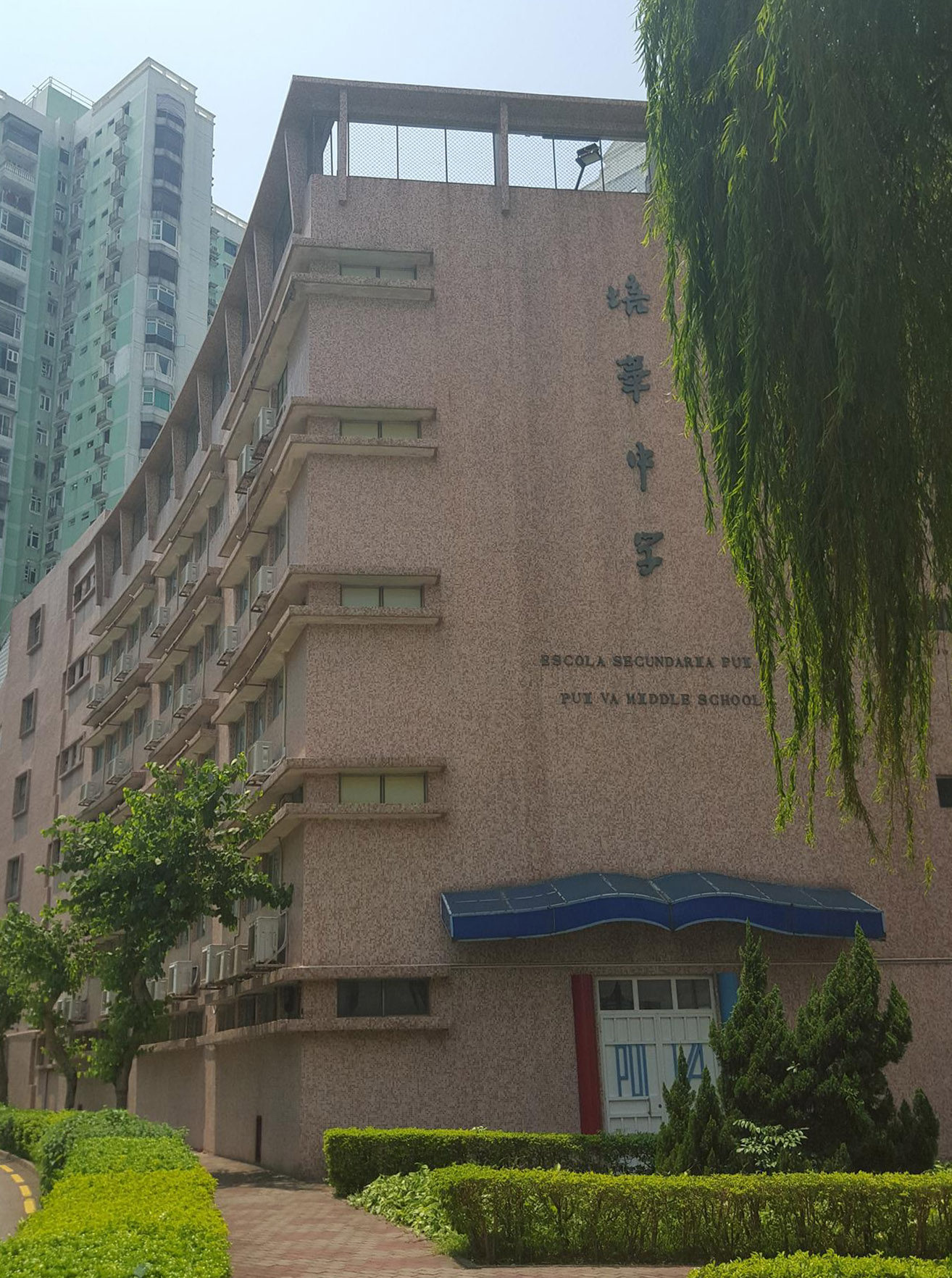
培華中學

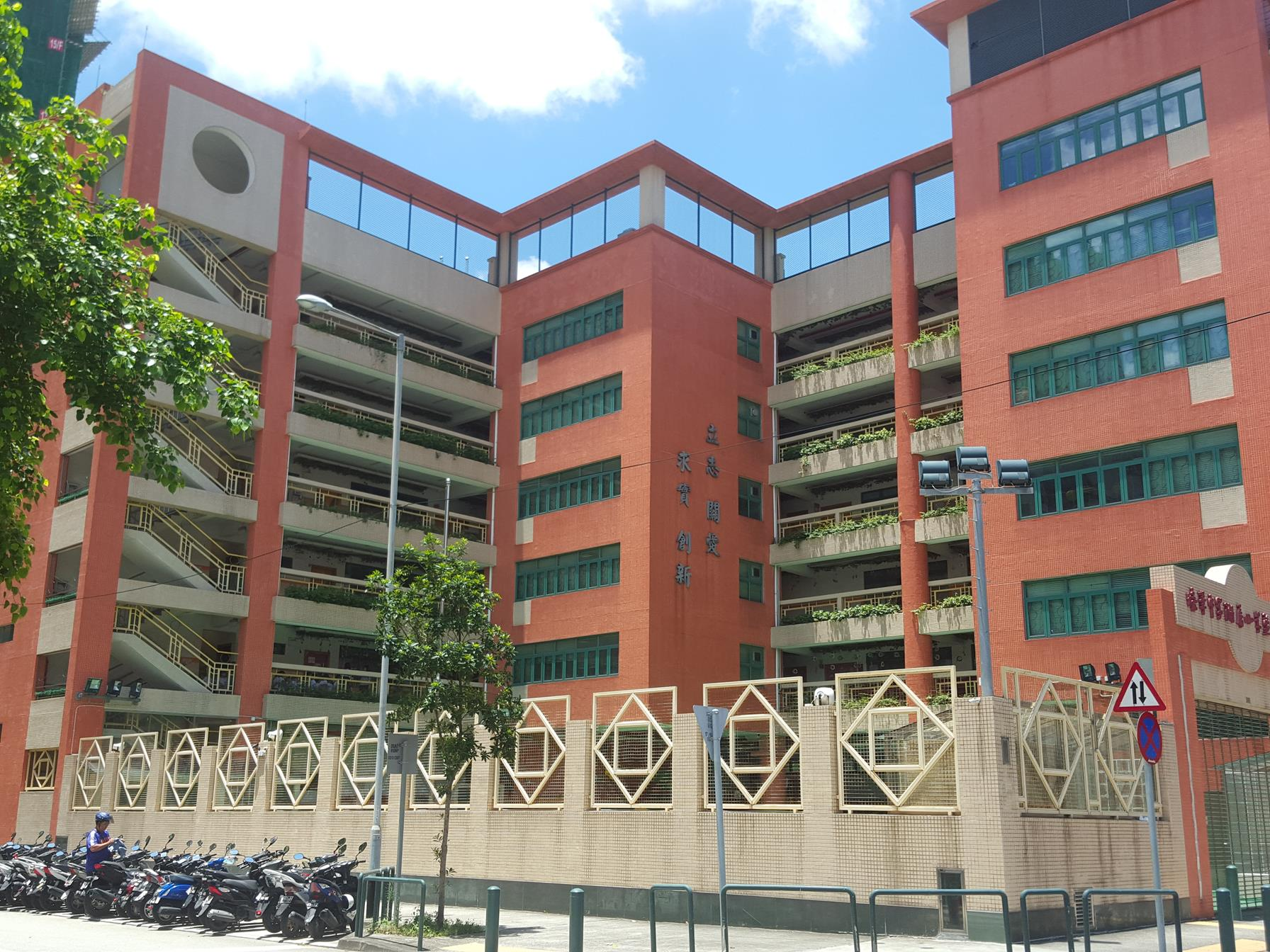
幼稚園及小學部校舍

培華中学（葡萄牙語：Escola Secundaria Pui Va）是位於澳門氹仔的一所私立學校，隸屬於澳門潮州同鄉會，创办于1995年，首任校长為阮宇華。

## 簡史
培華中學是潮州同乡会主办的一间非牟利私校，是澳门政府批地建校中首批投入运作的一间全日制中学，是离岛的第一间完全中学，也是加入政府十五年免费教育的中、小、幼一条龙的学校。
培华中学创办于1995年，首任校长阮宇华，至2014年8月荣休，继续委任为校务顾问。2014年9月李秋林接任为第二任校长。二零零二年度增办附属小学及幼稚园，二零零五年度增设职业技术教育课程，办学规模不断扩大。
学校现有两个校部。中学部位于中國南部澳門氹仔海洋花园，2012年建成的小幼部校舍位于氹仔米尼奥街。
培华中学的办校宗旨是为社会培养适应新世纪需要的人才，办学目标是让学生在德、智、体、群、美全面发展，成为有理想、有道德、有文化、守纪律，有创新精神和应变能力，有健康体魄、又有良好心理素质和人际关系的新一代。學校的育人方針爲“以人为本，德育为先，能力为重，全面发展” ，校訓精神爲“立志、关爱、求实、创新”。通过各种途径，加强学生的爱国爱澳爱校、理想前途和道德品质教育，鼓励学生踊跃参与社会公益活动和社会实践活动，培育良好的公民意识，并通过不同形式和多姿多采的校园生活激励同学发挥潜能，提高自信心，增强动手能力、实践能力和创新能力，逐步树立正确的人生观、是非观和价值观。积极稳妥推行教育改革，千方百计提高教学质量。2005年在澳门率先引入生本教学理念，走生本兴校之路。学校响应政府号召多元办学，于二零零五年度增设职业技术教育课程，包括“体育运动体适能导师、资讯科技创意传播、会展业及媒体创作”等五个专业。

## 歷任校長
|   | 中文名稱 | 開始擔任日期 | 最後擔任日期 | 備註     |
| - | -------- | ------------ | ------------ | -------- |
| 1 | 阮宇華   | 1995年       | 2014年       | 創校校長 |
| 2 | 李秋林   | 2014年       |              | 現正擔任 |

## 外部連結
- 澳門培華中學校園網 （页面存档备份，存于）